# Мортик (Цілиноградський район)
Морти́к (каз. Мортық) — село у складі Цілиноградського району Акмолинської області Казахстану. Входить до складу Жанаєсільського сільського округу.
Населення — 162 особи (2021; 248 у 2009, 285 у 1999, 326 у 1989).
Національний склад станом на 1989 рік:
- казахи — 100 %.